# Sofía Mulánovich
Inés Sofía Mulanovich Aljovin (Lima, 24 giugno 1983) è una surfista peruviana.
Nata nel distretto di Punta Hermosa a Lima (Perù) da genitori di origini croate, inizia fin da bambina a praticare il surf, allenata dal suo scopritore Roberto "Muelas" Meza.
Nel 2004 diventa la prima surfista peruviana e sudamericana a laurearsi campione del mondo vincendo il ASP World Tour .
A fine del 2013 annunciò che si ritirava dalle competizioni professionistiche mondiali del WCT, continuando però a gareggiare nelle gare sul territorio peruviano.